# Ce qui me meut (film)
Pour les articles homonymes, voir Ce qui me meut.
Pour plus de détails, voir Fiche technique et Distribution.
Ce qui me meut est un court métrage français réalisé par Cédric Klapisch, sorti en 1989.
Cédric Klapisch a nommé sa société de production d'après le titre de ce court-métrage.

## Synopsis
Ce film souhaite rendre hommage à Étienne-Jules Marey, qui fut entre autres chronophotographe et dont les nombreuses recherches sur le mouvement sont passé à la postérité, certains le voyant comme l’un des inventeurs de principe de la cinématographie.

## Fiche technique
- Titre : Ce qui me meut
- Réalisation : Cédric Klapisch
- Scénario : Cédric Klapisch
- Musique : Angel Villodo
- Décors : Luc Rousseau, Louis Soubrier
- Costumes : Florence Mori
- Photographie : Dominique Colin
- Son : Julien Cloquet
- Montage : Richard Berteaux
- Production : Adeline Lecailler
- Société de production : Productions Lazennec
- Pays de production :  France
- Format : couleurs
- Durée : 24 minutes

## Distribution
- Marc Berman : Étienne-Jules Marey
- Marina Tomé : Caterinetta, la danseuse
- Nathalie Pellé : Agathe
- Francis Bouc : l'académicien
- François Grosjean : l'assistant de Marey
- Geoffroy Carey : Victor Hermann
- Jacques Boudet : Grégoire Charpentier
- Patrick Auffray : Edmond de Bel Air
- Lionel Kopp : le régisseur du théâtre
- Annibal Panunzio : le danseur de tango
- Éric Prat : l'homme dont Marey enregistre le rire
- Luc Palun
- Simon Abkarian (non crédité)
- Zinedine Soualem (non crédité)
- Cédric Klapisch (non crédité) : un spectateur au cinéma

## Distinction
- 1989 : Festival du film court - Villeurbanne - Grand Prix 1989 : Festival de Cannes - Cannes - Grand Prix du public[1]
- 1990 : Festival du film d’humour - Chamrousse - Prix du court-métrage
- 2010 : Festival international du court métrage - Clermont-Ferrand - Prix spécial du Jury